# Neisseria gonorrhoeae
Vi khuẩn Neisseria gonorrhoeae còn được gọi là Gonococcus (hiếm có), hoặc Gonococci (đa phần) là một loài vi khuẩn Gram âm Diplococci được phân lập bởi Albert Neisser vào năm 1879. Nó gây ra bệnh nhiễm trùng qua đường quan hệ tình dục như bệnh lậu  cũng như khác các dạng bệnh lậu cầu bao gồm bệnh lậu cầu lan tỏa, viêm khớp nhiễm trùng và bệnh lậu cầu mắt lậu cầu.
Nó là oxidase dương tính và hiếu khí, và nó tồn tại trong bạch cầu trung tính. Nuôi cấy nó đòi hỏi phải bổ sung Carbon Dioxide và nhiều thạch máu (môi trường thạch máu) với các chất chống vi trùng khác nhau (Thayer-Martin). Nó thể hiện sự biến đổi kháng nguyên thông qua tái hợp Protein Pili và Protein bề mặt tương tác với hệ thống miễn dịch.
Lây truyền qua đường tình dục có thể thông qua quan hệ tình dục qua đường âm đạo, hậu môn hoặc miệng. Lây truyền qua đường tình dục có thể được ngăn chặn thông qua việc sử dụng các vật dụng bảo vệ. Lây truyền chu sinh có thể xảy ra trong khi sinh, và có thể được ngăn ngừa bằng cách điều trị bằng kháng sinh của người mẹ trước khi sinh và bôi gel kháng sinh lên mắt của trẻ sơ sinh. Sau một đợt nhiễm lậu cầu, người nhiễm bệnh không phát triển khả năng miễn dịch với các bệnh nhiễm trùng trong tương lai. Tái nhiễm có thể là do khả năng của N.gonorrhoeae để tránh hệ thống miễn dịch bằng cách thay đổi các Protein bề mặt của nó.
N.gonorrhoeae có thể gây nhiễm trùng bộ phận sinh dục, cổ họng và mắt. Nhiễm trùng thường không thấy triệu chứng ở nam và nữ. Nhiễm trùng không được điều trị có thể lan sang phần còn lại của cơ thể (nhiễm lậu lan tỏa), đặc biệt là các khớp (viêm khớp nhiễm trùng). Nhiễm trùng không được điều trị ở phụ nữ có thể gây ra bệnh viêm vùng chậu và có thể vô sinh do sẹo gây ra. Chẩn đoán thông qua nuôi cấy, nhuộm Gram hoặc xét nghiệm phản ứng chuỗi Polymerase của mẫu nước tiểu, tăm niệu đạo hoặc tăm bông cổ tử cung. Chlamydia đồng thử nghiệm và xét nghiệm cho các STI khác được khuyến nghị do tỷ lệ đồng nhiễm cao.

## Vi sinh vật
Các loài Neisseria là loài cầu trùng Gram âm khó tính, cần bổ sung chất dinh dưỡng để phát triển trong môi trường nuôi cấy. Neisseria spp. là nội bào và thường xuất hiện theo cặp (telococci), giống như hình dạng của hạt cà phê. Nesseria không hình thành bào tử, có khả năng di chuyển bằng cách sử dụng chuyển động co giật và một ống khí bắt buộc (cần oxy để phát triển). Trong số 11 loài Neisseria lây nhiễm cho con người thì chỉ có hai loài là mầm bệnh. N.gonorrhoeae là tác nhân gây bệnh lậu và N. meningitidis là một trong những nguyên nhân gây viêm màng não do vi khuẩn.

### Nuôi cấy và nhận dạng

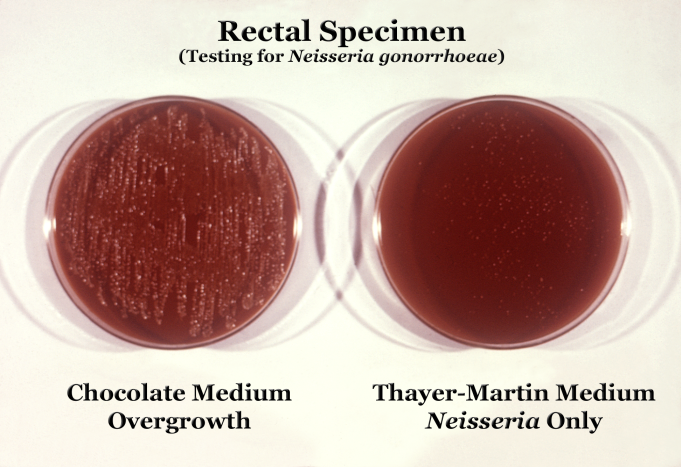
Môi trường thạch Thayer-Martin được chọn lọc để phát triển các loài Neisseria. Cần thử nghiệm thêm (oxidase, nhuộm Gram, sử dụng carbohydrate) để phân biệt N.gonorrhoeae từ N. meningitidis

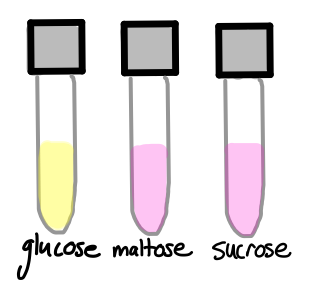
Việc sử dụng carbohydrate của Neisseria gonorrhoeae: N.gonorrhoeae sẽ oxy hóa glucose, không phải maltose, sucrose, hoặc lactose; N. meningitidis lên men glucose và maltose.

N.gonorrhoeae thường được phân lập trên môi trường thạch Thayer-Martin (hoặc VPN) trong môi trường được làm giàu với 3 - 7% carbon dioxide. Agar Thayer-Martin là một đĩa thạch (agar máu nóng) có chứa chất dinh dưỡng và kháng sinh (vancomycin, colistin, nystatin, và trimethoprim). Chế phẩm agar này tạo điều kiện cho sự phát triển của các loài Neisseria đồng thời ức chế sự phát triển của vi khuẩn và nấm gây ô nhiễm. Martin Lewis và New York City agar là các loại agar sô cô la chọn lọc khác thường được sử dụng cho sự phát triển của Neisseria. N.gonorrhoeae là oxyase dương tính (sở hữu cytochrom c oxyase) và catalase dương tính (có thể chuyển đổi hydro peroxide thành oxy). Khi được ủ với carbohydrate lactose, maltose, sucrose và glucose, N.gonorrhoeae sẽ oxy hóa chỉ glucose.

### Các phân tử bề mặt
Trên bề mặt của N.gonorrhoeae giống như Pili giống như lông, Protein bề mặt với các chức năng khác nhau và các loại đường gọi là lipooligosacarit. Pili trung gian tuân thủ, di chuyển và trao đổi DNA. Các Protein Opa tương tác với hệ thống miễn dịch, cũng như các porins. Lipooligosacarit (LOS) là một nội độc tố gây ra phản ứng miễn dịch. Tất cả đều là kháng nguyên và tất cả các biến thể kháng nguyên trưng bày (xem bên dưới). Các Pili thể hiện sự thay đổi nhất. Pili, Protein Opa, Porins và thậm chí LOS có cơ chế ức chế phản ứng miễn dịch, làm cho nhiễm trùng không triệu chứng có thể xảy ra.
Các sợi Protein polymer động được gọi là Pili loại IV cho phép N.gonorrhoeae bám dính và di chuyển dọc theo các bề mặt. Để xâm nhập vào vật chủ, vi khuẩn sử dụng Pili để bám dính và xâm nhập vào bề mặt niêm mạc. Pili là một yếu tố độc lực cần thiết cho N.gonorrhoeae; không có chúng, vi khuẩn không thể gây nhiễm trùng. Để di chuyển, các vi khuẩn riêng lẻ sử dụng Pili của chúng giống như một cái móc vật lộn: đầu tiên, chúng được mở rộng từ bề mặt tế bào và gắn vào đế. Sau đó rút lại pilus kéo tế bào về phía trước. Chuyển động kết quả được gọi là chuyển động co giật. N.gonorrhoeae có thể kéo trọng lượng gấp 100.000 lần trọng lượng của chính nó và Pili được sử dụng để làm như vậy là một trong những động cơ sinh học mạnh nhất được biết đến cho đến nay, tạo ra một nanonewton. Các Protein PilF và PilT ATPase chịu trách nhiệm cung cấp năng lượng cho việc mở rộng và rút lại của pilus loại IV, tương ứng. Các chức năng kết dính của pilus gonococcal đóng một vai trò trong tập hợp vi khuẩn và hình thành màng sinh học.

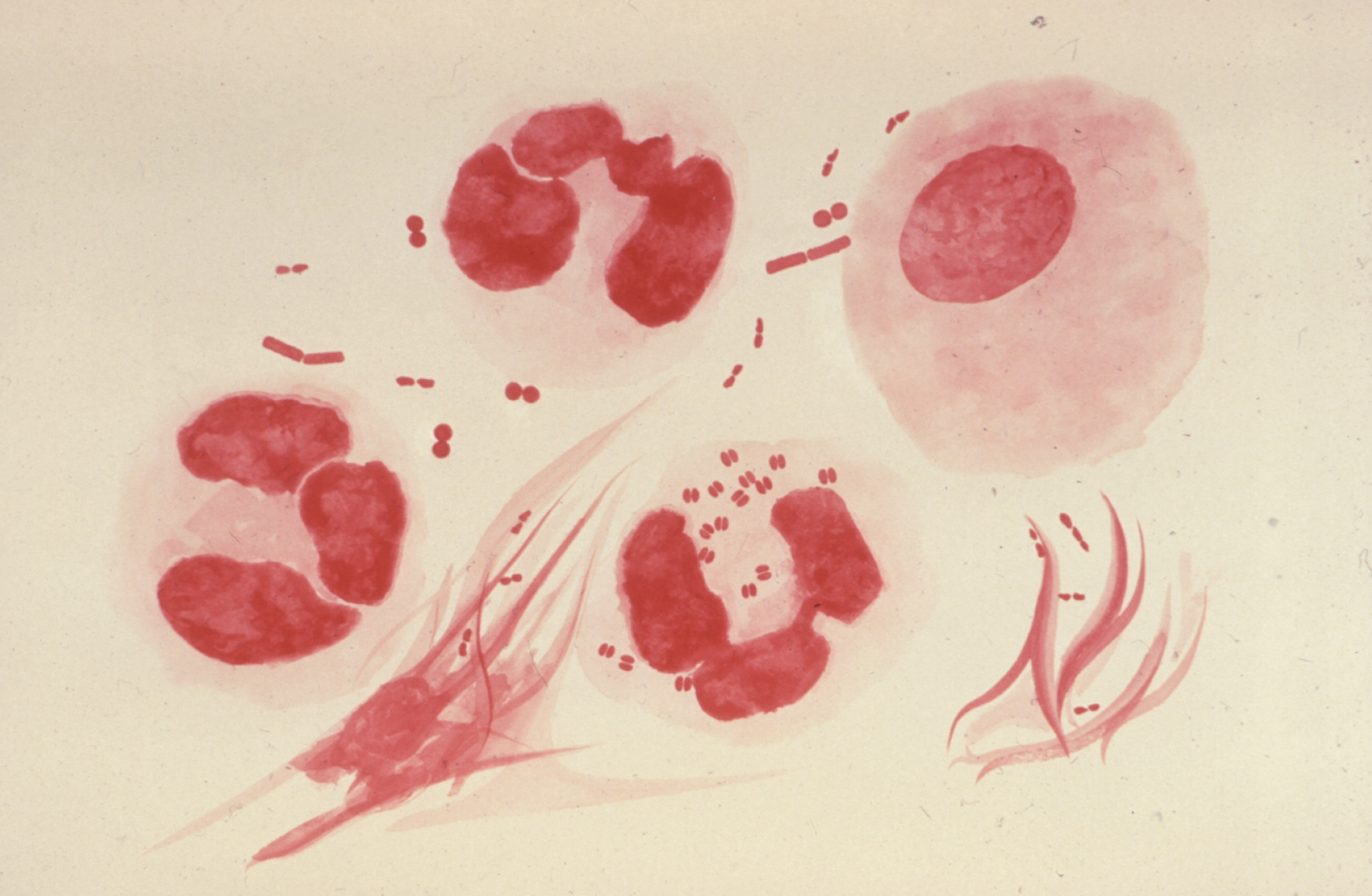
Hình minh họa này mô tả một vết Gram của dịch tiết niệu đạo cho thấy các loại vi khuẩn Gram âm nội bào điển hình và các vi khuẩn Gram âm ngoại bào màng phổi, chẩn đoán viêm niệu đạo do lậu cầu.

Các Protein bề mặt được gọi là Protein Opa có thể được sử dụng để liên kết với các thụ thể trên các tế bào miễn dịch và ngăn chặn phản ứng miễn dịch. Ít nhất 12 Protein Opa đã được biết đến và nhiều hoán vị của Protein bề mặt khiến việc nhận ra N.gonorrhoeae và việc bảo vệ các tế bào miễn dịch trở nên khó khăn hơn.
Lipooligosacarit (LOS) là phiên bản trọng lượng thấp của lipopolysacarit có trên bề mặt của hầu hết các vi khuẩn gram âm khác. Nó là một chuỗi bên đường (sacarit) gắn với lipid A (như "lipo-") ở màng ngoài bao phủ thành tế bào của vi khuẩn. Rễ "oligo" đề cập đến thực tế rằng nó là một vài loại đường ngắn hơn so với lipopolysacarit điển hình. Là một nội độc tố, LOS gây viêm. Sự lột xác LOS của vi khuẩn là nguyên nhân gây thương tích cục bộ, ví dụ, bệnh viêm vùng chậu. Mặc dù chức năng chính của nó là nội độc tố, LOS có thể ngụy trang bằng axit sialic chủ và ngăn chặn sự bắt đầu của dòng bổ sung.

### Biến thể kháng nguyên
N.gonorrhoeae tránh hệ thống miễn dịch thông qua một quá trình gọi là biến thể kháng nguyên. Quá trình này cho phép N.gonorrhoeae tái tổ hợp các gen của nó và thay đổi các yếu tố quyết định kháng nguyên (vị trí nơi các kháng thể liên kết), như Pili loại IV, tô điểm cho bề mặt của nó. Nói một cách đơn giản, thành phần hóa học của các phân tử bị thay đổi do sự thay đổi ở cấp độ di truyền. N.gonorrhoeae có thể thay đổi thành phần của Pili và LOS của nó; trong số này, Pili thể hiện sự biến đổi kháng nguyên nhất do sự sắp xếp lại nhiễm sắc thể. Các Pilsgen là một ví dụ về khả năng này để sắp xếp lại như sự kết hợp của nó với đống gen được dự kiến sản xuất hơn 100 biến thể của các Protein cọc. Những thay đổi này cho phép điều chỉnh sự khác biệt trong môi trường địa phương tại vị trí nhiễm trùng, trốn tránh sự công nhận của các kháng thể được nhắm mục tiêu và góp phần vào việc thiếu một loại vắc-xin hiệu quả.
Ngoài khả năng sắp xếp lại các gen mà nó đã có, nó cũng có khả năng tự nhiên để có được DNA mới (thông qua plasmid), thông qua pilus loại IV, cụ thể là Protein Pil Q và Pil T. Các quá trình này cho phép N.gonorrhoeae để thu nhận / lan truyền các gen mới, ngụy trang với các Protein bề mặt khác nhau và ngăn chặn sự phát triển của bộ nhớ miễn dịch - một khả năng dẫn đến tình trạng kháng kháng sinh và cũng cản trở sự phát triển của vắc-xin.

### Biến thể giai đoạn
Biến đổi giai đoạn tương tự như biến đổi kháng nguyên, nhưng thay vì thay đổi ở cấp độ gen làm thay đổi thành phần của các phân tử, những thay đổi di truyền này dẫn đến việc bật hoặc tắt gen. Sự biến đổi giai đoạn thường phát sinh từ một khung hình trong gen biểu hiện. Opacity, hay Opa, Protein của N.gonorrhoeae phụ thuộc hoàn toàn vào sự biến đổi giai đoạn. Mỗi khi vi khuẩn sao chép, chúng có thể bật hoặc tắt nhiều Protein Opa thông qua việc ghép nối bị trượt. Đó là, vi khuẩn giới thiệu các đột biến khung hình mang gen vào hoặc ra khỏi khung. Kết quả là các gen Opa khác nhau được dịch mỗi lần. Pili được biến đổi bởi biến thể kháng nguyên, nhưng cũng biến đổi giai đoạn.

### Sự tồn tại của Gonococci
Sau khi Gonococci xâm chiếm và chuyển hóa tế bào biểu mô của vật chủ, chúng rơi xuống vùng dưới niêm mạc, nơi bạch cầu trung tính nhanh chóng tiêu thụ chúng. Các Protein Pili và Opa trên bề mặt có thể can thiệp vào quá trình thực bào, nhưng hầu hết các Gonococci kết thúc trong bạch cầu trung tính. Các chất tiết ra từ các cá nhân bị nhiễm có chứa nhiều bạch cầu trung tính với Gonococci ăn vào. Bạch cầu trung tính giải phóng vụ nổ oxy hóa của các loài oxy phản ứng trong cấu trúc tinh thể Phagosome của chúng để tiêu diệt Gonococci. Tuy nhiên, một phần đáng kể của Gonococci có thể chống lại sự tiêu diệt thông qua hoạt động enzym Catalase của chúng  phá vỡ các loại oxy phản ứng và có thể sinh sản trong các phagosome bạch cầu trung tính.
Stohl và Seifert đã chỉ ra rằng Protein RecA của vi khuẩn, làm trung gian sửa chữa tổn thương DNA, đóng một vai trò quan trọng trong sự sống sót của lậu cầu. Michod và cộng sự. đã gợi ý rằng N.gonorrhoeae có thể thay thế DNA bị hư hại trong các Phagosome bạch cầu trung tính bằng DNA từ các Gonococci lân cận. Quá trình trong đó Gonococci người nhận tích hợp DNA từ các Gonococci lân cận vào bộ gen của họ được gọi là biến đổi. 

Sự tăng trưởng của N.gonorrhoeae trên môi trường thạch ở thành phố New York, một môi trường chuyên biệt và chọn lọc cho Gonococci

## Bộ gen
Bộ gen của một số chủng của N.gonorrhoeae đã được giải liên tục. Hầu hết trong số chúng có kích thước khoảng 2,1 Mb và mã hóa từ 2.100 đến 2.600 Protein (mặc dù hầu hết dường như nằm trong phạm vi thấp hơn). Ví dụ, chủng NCCP11945 bao gồm một nhiễm sắc thể tròn (2.232.025 bp) mã hóa 2.662 khung đọc mở (ORF) và một plasmid (4.153 bp) mã hóa 12 ORF dự đoán. Mật độ mã hóa ước tính trên toàn bộ bộ gen là 87% và hàm lượng G + C trung bình là 52,4%, các giá trị tương tự với chủng FA1090. Bộ gen NCCP11945 mã hóa 54 tRNA và bốn bản sao của các operon 16S-23S-5S rRNA.

### Chuyển gen ngang
Năm 2011, các nhà nghiên cứu tại Đại học Northwestern đã tìm thấy bằng chứng về một đoạn DNA của con người trong bộ gen của Neisseria gonorrhoeae, một trong những ví dụ đầu tiên về sự chuyển gen ngang từ người sang vi khuẩn.

## Bệnh
Bài chi tiết: Lậu
Các triệu chứng nhiễm trùng của N.gonorrhoeae khác nhau tùy thuộc vào vị trí nhiễm trùng và nhiều bệnh nhiễm trùng không có triệu chứng độc lập với giới tính. Ở nam giới có triệu chứng, triệu chứng chủ yếu của nhiễm trùng niệu sinh dục là viêm niệu đạo - nóng rát khi đi tiểu (khó tiểu), tăng cảm giác muốn đi tiểu và chảy mủ giống như mủ từ dương vật. Chất thải có thể có mùi hôi. Nếu không được điều trị, sẹo niệu đạo có thể dẫn đến khó tiểu. Nhiễm trùng có thể lây lan từ niệu đạo trong dương vật đến các cấu trúc gần đó, bao gồm tinh hoàn (viêm mào tinh hoàn / viêm lan) hoặc đến tuyến tiền liệt (viêm tuyến tiền liệt). Những người đàn ông bị nhiễm bệnh lậu có nguy cơ mắc ung thư tuyến tiền liệt tăng đáng kể. Ở phụ nữ có triệu chứng, các triệu chứng chính của nhiễm trùng đường sinh dục là tăng tiết dịch âm đạo, nóng rát khi đi tiểu (khó tiểu), tăng cảm giác buồn tiểu, đau khi giao hợp hoặc bất thường kinh nguyệt. Bệnh viêm vùng chậu có kết quả nếu N.gonorrhoeae đi vào phúc mạc vùng chậu (qua cổ tử cung, nội mạc tử cung và ống dẫn trứng). Kết quả là viêm và sẹo của ống dẫn trứng có thể dẫn đến vô sinh và tăng nguy cơ mang thai ngoài tử cung. Bệnh viêm vùng chậu phát triển ở 10 đến 20% phụ nữ bị nhiễm vi khuẩn N.gonorrhoeae. Điều quan trọng cần lưu ý là tùy thuộc vào đường lây truyền, N.gonorrhoeae có thể gây nhiễm trùng cổ họng (viêm họng) hoặc nhiễm trùng hậu môn / trực tràng (viêm ruột).
Trong nhiễm trùng chu sinh, biểu hiện ban đầu là nhiễm trùng mắt (viêm kết mạc ở trẻ sơ sinh hoặc viêm mắt) khi trẻ sơ sinh tiếp xúc với N.gonorrhoeae trong ống sinh. Nhiễm trùng mắt có thể dẫn đến sẹo giác mạc hoặc thủng, cuối cùng dẫn đến mù lòa. Nếu trẻ sơ sinh bị phơi nhiễm trong khi sinh, viêm kết mạc xảy ra trong vòng 2 Lần5 sau khi sinh và nghiêm trọng. Bệnh nhãn cầu, một khi phổ biến ở trẻ sơ sinh, bị ngăn chặn bằng cách áp dụng gel erythromycin (kháng sinh) vào mắt của trẻ sơ sinh.
Nhiễm khuẩn lậu cầu lan tỏa có thể xảy ra khi N.gonorrhoeae xâm nhập vào máu, thường lan đến các khớp và gây phát ban (hội chứng viêm da-viêm khớp). Hội chứng viêm da-viêm khớp dẫn đến đau khớp (viêm khớp), viêm gân (viêm tenosynov) và viêm da không ngứa (không ngứa) không đau. Nhiễm trùng lan rộng và bệnh viêm vùng chậu ở phụ nữ có xu hướng bắt đầu sau khi kinh nguyệt do trào ngược trong chu kỳ, tạo điều kiện cho sự lây lan. Trong một số ít trường hợp, nhiễm trùng lan truyền có thể gây nhiễm trùng màng não và tủy sống (viêm màng não) hoặc nhiễm trùng van tim (viêm nội tâm mạc).

### Truyền
N.gonorrhoeae có thể lây truyền qua quan hệ tình dục qua đường âm đạo, đường miệng hoặc hậu môn; lây truyền phi giới tính là không có khả năng trong nhiễm trùng người lớn. Nó cũng có thể được truyền cho trẻ sơ sinh trong khi đi qua đường sinh nếu người mẹ bị nhiễm trùng đường sinh dục không được điều trị. Với tỷ lệ nhiễm trùng không thấy triệu chứng cao, tất cả phụ nữ mang thai nên được kiểm tra nhiễm trùng lậu.
Theo truyền thống, vi khuẩn được cho là di chuyển gắn liền với tinh trùng, nhưng giả thuyết này không giải thích được bệnh lây truyền từ nữ sang nam. Một nghiên cứu gần đây cho thấy thay vì "lướt" trên tinh trùng đang ngọ nguậy, vi khuẩn N.gonorrhoeae sử dụng Pili để neo vào Protein trong tinh trùng và di chuyển qua chất lỏng coital.

### Nhiễm trùng
Đối với N.gonorrhoeae, bước đầu tiên sau khi truyền thành công là tuân thủ các tế bào biểu mô được tìm thấy tại vị trí niêm mạc bị nhiễm trùng. Vi khuẩn dựa vào Pili loại IV gắn và rút lại, kéo N.gonorrhoeae về phía màng biểu mô nơi các Protein bề mặt của nó, như Protein mờ đục, có thể tương tác trực tiếp. Sau khi tuân thủ, N.gonorrhoeae tự sao chép và hình thành các vi khuẩn. Trong khi thực dân hóa, N.gonorrhoeae có khả năng chuyển hóa qua hàng rào biểu mô và di chuyển vào máu. Trong quá trình tăng trưởng và khuẩn lạc, N.gonorrhoeae kích thích giải phóng các Cytokine và Chemokine từ các tế bào miễn dịch của vật chủ bị viêm. Những phân tử gây viêm này dẫn đến việc tuyển dụng đại thực bào và bạch cầu trung tính. Những tế bào thực bào này thường tiếp nhận mầm bệnh ngoại lai và tiêu diệt chúng, nhưng N.gonorrhoeae đã phát triển nhiều cơ chế cho phép nó tồn tại trong các tế bào miễn dịch này và ngăn chặn các nỗ lực loại bỏ.

### Phòng ngừa
Việc truyền có thể được giảm bớt bằng cách sử dụng các vật dùng từ cao su (ví dụ như bao cao su hoặc đập nha khoa) trong quan hệ tình dục và bằng cách hạn chế bạn tình. Bao cao su và đập nha khoa cũng nên được sử dụng trong quan hệ tình dục bằng miệng và hậu môn. Chất diệt tinh trùng, bọt âm đạo và thụt rửa không hiệu quả để ngăn ngừa lây truyền.

### Điều trị
Phương pháp điều trị hiện tại được CDC khuyến nghị là một liệu pháp kháng sinh kép. Điều này bao gồm tiêm một liều Ceftriaxone (một Cephalosporin thế hệ thứ ba) cùng với Azithromycin dùng đường uống. Azithromycin được ưu tiên sử dụng để điều trị thêm bệnh lậu có thể kháng với Cephalosporin nhưng dễ bị Macrolide. Đối tác tình dục (được CDC định nghĩa là quan hệ tình dục trong vòng 60 ngày qua)  cũng cần được thông báo, kiểm tra và điều trị. Điều quan trọng là nếu các triệu chứng vẫn tồn tại sau khi được điều trị bằng N.gonorrhoeae nhiễm trùng, một đánh giá lại nên được theo đuổi.

### Kháng kháng sinh
Kháng kháng sinh trong bệnh lậu đã được ghi nhận bắt đầu từ những năm 1940. Bệnh lậu đã được điều trị bằng Penicillin, nhưng phải tăng dần liều để duy trì hiệu quả. Vào những năm 1970, bệnh lậu kháng Penicillin và Tetracycline đã xuất hiện ở khu vực Thái Bình Dương. Những chủng kháng thuốc này sau đó lan sang Hawaii, California, phần còn lại của Hoa Kỳ và Châu Âu. Fluoroquinolones là tuyến phòng thủ tiếp theo, nhưng cũng sớm xuất hiện tình trạng kháng thuốc kháng sinh này. Kể từ năm 2007, điều trị tiêu chuẩn đã được điều trị bằng cephalosporin thế hệ thứ ba, chẳng hạn như ceftriaxone, được coi là "tuyến phòng thủ cuối cùng" của chúng tôi.
Gần đây, một chủng lậu kháng Ceftriaxone cấp độ cao có tên H041 đã được phát hiện tại Nhật Bản. Các xét nghiệm trong phòng thí nghiệm cho thấy nó có khả năng kháng với nồng độ cao của Ceftriaxone, cũng như hầu hết các loại kháng sinh khác được thử nghiệm. Trong N.gonorrhoeae, các gen tồn tại có khả năng kháng mọi loại kháng sinh đơn lẻ được sử dụng để chữa bệnh lậu, nhưng cho đến nay chúng không cùng tồn tại trong một loại bệnh lậu cầu. Tuy nhiên, do N.gonorrhoeae ái lực cao của chuyển gen ngang, bệnh lậu kháng kháng sinh được coi là một mối đe dọa sức khỏe cộng đồng mới nổi.

### Kháng huyết thanh
Là một vi khuẩn Gram âm, N.gonorrhoeae yêu cầu các cơ chế bảo vệ để tự bảo vệ chống lại hệ thống bổ sung có thành phần được tìm thấy với huyết thanh người. Có ba con đường khác nhau kích hoạt hệ thống này, tuy nhiên, tất cả chúng đều dẫn đến việc kích hoạt Protein bổ sung (C3). Một phần cắt của Protein này, C3a được lắng đọng trên bề mặt gây bệnh. N.gonorrhoeae có một số cơ chế để tránh hành động này. Nhìn chung, các cơ chế này được gọi là kháng huyết thanh.

## Lịch sử

### Tên nguồn gốc
Neisseria gonnorhoeae được đặt tên cho Albert Neisser, người bị cô lập nó như là tác nhân gây bệnh của bệnh lậu bệnh vào năm 1878. Galen (130 AD) đặt ra thuật ngữ "lậu" từ Hy Lạp gonos có nghĩa là "hạt giống" và rhoe có nghĩa là "dòng chảy". Do đó, bệnh lậu có nghĩa là "dòng chảy của hạt giống", một mô tả đề cập đến việc tiết ra dương vật màu trắng, được coi là tinh dịch, được thấy trong nhiễm trùng nam.

### Khám phá
Năm 1878, Albert Neisser đã phân lập và hình dung được vi khuẩn N.gonorrhoeae trong các mẫu mủ của 35 người đàn ông và phụ nữ với các triệu chứng kinh điển của nhiễm trùng đường sinh dục với bệnh lậu - hai người trong số họ cũng bị nhiễm trùng mắt. Năm 1882, Leistikow và Loeffler đã có thể phát triển sinh vật trong nuôi cấy. Sau đó vào năm 1883, Max Bockhart đã chứng minh một cách thuyết phục rằng vi khuẩn được phân lập bởi Albert Neisser là tác nhân gây bệnh được gọi là bệnh lậu bằng cách tiêm vào dương vật của một người đàn ông khỏe mạnh với vi khuẩn. Người đàn ông đã phát triển các triệu chứng kinh điển của bệnh lậu ngày sau đó, đáp ứng các định đề cuối cùng của Koch. Cho đến thời điểm này, các nhà nghiên cứu đã tranh luận liệu giang mai và lậu là biểu hiện của cùng một bệnh hay hai thực thể riêng biệt. Một nhà nghiên cứu thế kỷ 18 như vậy, John Hunter, đã cố gắng giải quyết cuộc tranh luận vào năm 1767  bằng cách tiêm cho một người đàn ông bị mủ lấy từ một bệnh nhân mắc bệnh lậu. Ông đã kết luận sai lầm rằng cả giang mai và lậu thực sự là cùng một bệnh khi người đàn ông phát triển phát ban màu đồng là kinh điển của bệnh giang mai. Mặc dù nhiều nguồn tin nhắc lại rằng Hunter tự tiêm cho mình, những người khác đã lập luận rằng thực tế đó là một người đàn ông khác. Sau thí nghiệm của Hunter, các nhà khoa học khác đã tìm cách bác bỏ kết luận của ông bằng cách tiêm cho các bác sĩ nam, sinh viên y khoa khác, và những người đàn ông bị giam giữ với mủ lậu, tất cả đều phát triển việc đốt và thải bệnh lậu. Một nhà nghiên cứu, Ricord, đã chủ động thực hiện 667 lần tiêm mủ bệnh lậu cho bệnh nhân của một bệnh viện tâm thần, không có trường hợp nào mắc bệnh giang mai. Đáng chú ý, sự ra đời của Penicillin vào những năm 1940 đã tạo ra phương pháp điều trị hiệu quả cho bệnh lậu.